# Tetraommatus insignis
Tetraommatus insignis là một loài bọ cánh cứng trong họ Cerambycidae.